# Calceolaria purpurea
Calceolaria purpurea är en toffelblomsväxtart som beskrevs av Robert Graham.
Calceolaria purpurea ingår i släktet toffelblommor och familjen toffelblomsväxter. Inga underarter finns listade i Catalogue of Life.